# Mai 2001

## Événements
- Création de Wikipédia en suédois.

### Mardi1ermai 2001
- États-Unis : le président George W. Bush expose la nouvelle doctrine stratégique américaine qu'il fonde sur la défense antimissile plus que sur la dissuasion nucléaire, et présente son projet de bouclier comme irréversible. De fait il remet en question le traité ABM et annonce une réduction unilatérale de l'arsenal nucléaire américain.

### Mercredi2 mai 2001
- France : à la suite des révélations du général Paul Aussaresses dans son livre Services spéciaux Algérie 1955-1957, le Président Jacques Chirac condamne « les atrocités, les actes de tortures et les assassinats qui ont pu être commis pendant la guerre d'Algérie » que « rien ne saurait justifier ». Il demande que le général Aussaresses soit suspendu de l'Ordre national de la Légion d'honneur et saisit le ministre de la Défense Alain Richard pour que lui soient proposées des sanctions disciplinaires.
- La Ligue des droits de l'homme dépose une plainte contre le général Aussaresses pour « apologie de crimes et de crimes de guerre ».

### Jeudi3 mai 2001
- Journée mondiale de la liberté de la presse, pour se souvenir des nombreux journalistes assassinés dans l’exercice de leur profession et pour manifester son soutien aux victimes des violations de la liberté de la presse.
  - Le Comité pour la protection des journalistes (CPJ) a publié sa liste des dix « Pires ennemis de la presse » 2001 : l’ayatollah iranien Ali Khamenei, le président chinois Jiang Zemin, le président du Liberia, Charles Taylor, le président du Zimbabwe Robert Mugabe, le président russe Vladimir Poutine, le chef paramilitaire colombien Carlos Castaño, le président de l’Ukraine Leonid Koutchma, le président cubain Fidel Castro, le président tunisien Zine el-Abidine Ben Ali. Trois des « Pires ennemis de la presse » 2000 ont été chassés du pouvoir : le chef rebelle de la Sierra Leone Foday Sankoh, l’ex-président du Pérou Alberto Fujimori et le président serbe Slobodan Milošević.

- Vatican : du 3 au 6 mai, voyage pontifical de Jean-Paul II sur les traces de Paul de Tarse en Grèce. À Athènes, il demande pardon pour les « péchés » des « fils et filles de l'Église catholique contre les frères et sœurs orthodoxes ».

### Dimanche6 mai 2001
- Pays basque : à Saragosse, assassinat du président du parti populaire d'Aragon, Manuel Giménez Abad, à une semaine des élections autonomes.
- Vatican : du 6 au 8 mai, voyage pontifical de Jean-Paul II sur les traces de saint Paul en Syrie. À Damas, il est le premier souverain pontife invité à pénétrer dans une mosquée.

### Lundi7 mai 2001
- Royaume-Uni : Ronnie Biggs, le principal responsable de l'attaque du train postal Glasgow-Londres en 1963 est arrêté à Londres.
  - Condamné à trente ans de prison, il était en fuite depuis trente-cinq ans. Réfugié au Brésil, à bout de ressources et victime de trois attaques cardiaques, il a négocié, avec le célèbre journal britannique The Sun, son rapatriement contre l'exclusivité du récit de ses aventures.
- Israël-Palestine : l'aviation israélienne effectue des bombardements dans la bande de Gaza.

### Mardi8 mai 2001
- Vatican : voyage pontifical de Jean-Paul II sur les traces de Saint Paul à Malte.

### Mercredi9 mai 2001
- France : 
  - Procès  de Marcus Warnecke : du 9 au 22 mai, procès du hooligan allemand, devant la cour d'assises de Saint-Omer (Pas-de-Calais). Il est poursuivi pour avoir, le 21 juin 1998, lors de la Coupe du monde de football, gravement frappé et rendu infirme le gendarme Daniel Nivel. Il est condamné à cinq ans de prison.
  - Du 7 au 20 mai, 54e Festival de Cannes avec 22 films en compétition et un jury présidé par Liv Ullmann.

- Israël-Palestine : 
  - Après la découverte en Cisjordanie, des corps de deux colons juifs assassinés, l'armée israélienne effectue des incursions de représailles dans le secteur de Beit Hanoun (nord de la bande de Gaza).
  - Attentat palestinien à la bombe, au point de passage de Kissoufim (bande de Gaza) tuant des ouvriers roumains. L'armée israélienne, en représailles, effectue un tir de missiles sol-sol sur Gaza faisant une quarantaine de blessés.
  - Dans la nuit, des troupes israéliennes pénètrent à l'intérieur d'un camp de réfugiés à Rafah (sud de la bande de Gaza).

### Jeudi10 mai 2001
- Vote de la « loi  Taubira » reconnaissant l'esclavage comme crime contre l'humanité.

- Sorti du film T'aime, produit par Patrick Sébastien, en VHS, cela étant le seul moyen de le voir aujourd'hui

### Vendredi11 mai 2001
- Espagne : À Madrid, un attentat à la voiture piégée fait 14 blessés.
- États-Unis : Le département de la Justice reporte au 11 juin, l'exécution fédérale de Timothy McVeigh, auteur de l'attentat d'Oklahoma City contre l'immeuble du FBI le 19 avril 1995 (168 morts). Des pièces de l'instruction auraient été soustraites par le FBI.
- Royaume-Uni : Décès de Douglas Adams, écrivain britannique (° 11 mars 1952)

### Samedi12 mai 2001
- France : Début des opérations du pompage du styrène toujours contenu dans les cuves de l'épave du chimiquier italien Levoli sun après son naufrage au large des îles anglo-normandes le 31 octobre 2000.
- Russie : Décès de l'ingénieur russe Alexeï Tupolev à l'âge de 75 ans. Il fut le concepteur de nombreux avions et notamment du supersonique civil Tupolev Tu-144.

### Dimanche13 mai 2001
- Italie : Après cinq années d'un gouvernement de centre-gauche, la coalition de centre-droit, la Maison des libertés, conduite par Silvio Berlusconi remporte, à la majorité absolue, les élections législatives, et dispose de 366 sièges (+61) contre 252 (-32) à la coalition de centre-gauche L'Olivier conduite par Francesco Rutelli.
  - À l'intérieur de la coalition majoritaire, la Ligue du Nord d'Umberto Bossi connaît une forte baisse de ses résultats (moins de 4 %), et à l'extrême gauche le Parti de la refondation communiste avec 11 sièges perd 24 sièges.
  - Au Sénat, la coalition majoritaire remporte 177 sièges (+34) contre 131 à toute la gauche (-36).
  - Aux élections municipales partielles, la gauche réussit à garder les villes de Turin, Rome et Naples. À Rome, Walter Veltroni succède comme maire à Francesco Rutelli.
- Macédoine : Nouvelle coalition gouvernementale incluant les partis albanais.
- Pays basque : Le Parti nationaliste basque (PNB), au pouvoir depuis vingt ans, remporte les élections régionales avec 42,3 % des voix (participation record de 79,8 %) et 33 sièges (+6) par rapport à 1998.
- Formule 1 : Grand Prix d'Autriche.

### Lundi14 mai 2001
- France :
  - Dans l'affaire Omar Raddad, le parquet de la Cour de cassation se prononce en faveur de la révision du procès d'Omar Raddad.
  - Le meurtrier Patrick Henry, bénéficiant d'une mesure de libération conditionnelle, est libéré.
    - Condamné à perpétuité en 1977, pour l'enlèvement et le meurtre d'un enfant de 7 ans, il a bénéficié d'une décision de la nouvelle juridiction régionale mise en place par la loi sur la présomption d'innocence.

  - Mort de Roger Boussinot, écrivain et réalisateur, auteur notamment de "Vie et mort de Jean Chalosse, moutonnier des Landes", à son domicile de Bassane, en Gironde.
- Afghanistan : Dans le nord et l'est du pays, reprise des combats entre les troupes des Talibans au pouvoir à Kaboul et celles de l'opposition, sous les ordres du commandant Ahmed Chah Massoud.
- Israël-Palestine : Début d'une recrudescence de manifestations violentes palestiniennes, à l'occasion de l'anniversaire de la création de l'État d'Israël, le 15 mai 1948.

### Mardi15 mai 2001
- France :
  - Corse : du 15 au 22 mai, l'assemblée nationale française examine le projet de loi réformant le statut de l'île et le vote en première lecture le 22 mai.
- La Bibliothèque nationale de France préempte, pour la somme de 12 180 000 francs français, dans une vente aux enchères à Drouot-Montaigne, le manuscrit du Voyage au bout de la nuit de Louis-Ferdinand Céline.
- Pays basque : à Zarautz, attentat au colis piégé contre le journaliste basque Gorka Laudaburu, qui est gravement blessé.
- Un réseau organisé de trafic d'images pédophiles sur Internet a été démantelé dans 27 départements français, dont La Réunion, et a donné lieu à 66 interpellations, dont un récidiviste.
- Décès de Jean-Philippe Lauer, égyptologue français.

### Jeudi17 mai 2001
- France : 
  - À la suite des révélations du général Paul Aussaresses, le parquet de Paris ouvre une enquête préliminaire.
  - La commission d'enquête du sénat sur la crise de la vache folle rend public son rapport, qui met en cause l'État français, accusant les quatre ministres de l'agriculture qui se sont succédé depuis 1994, d'avoir sciemment retardé, au nom d'impératifs économiques douteux, l'adoption de mesures de précaution sanitaire.
  - La Réunion : du 17 au 19 mai, visite officielle du président Jacques Chirac où il propose une révision constitutionnelle destinée à permettre une évolution à la carte des départements d'outre-mer.
- États-Unis :
  - Shannen Doherty quitte les plateaux de tournage de la série Charmed dans laquelle elle jouait depuis 3 années pour cause de différends avec certaines personnes de l'équipe. Après le scandale de son départ de la série Beverly Hills 90210 en 1994, celui-ci ne se fera pas plus discret et l'actrice confirmera selon les médias, son image de bad-girl d'Hollywood.

### Vendredi18 mai 2001
- Israël-Palestine : Attentat-suicide du Hamas à Netanya au nord de Tel Aviv-Jaffa : 6 morts dont le kamikaze.
  - Riposte massive de l'aviation israélienne, pour la première fois depuis 1967, qui bombarde diverses cibles dans la bande de Gaza et en Cisjordanie, avec l'utilisation des bombardiers F-16 : 12 morts et une centaine de blessés.
- Économie : EDF prend le contrôle de 20,10 % de Montedison, deuxième fournisseur d'électricité d'Italie.
- Mise en service du Rafale de Dassault.
- Colombie, à Güepsa (Santander) : Edgar Tavera Gaona, âgé de 38 ans, est le quatrième journaliste assassiné depuis le 27 avril par les Forces armées révolutionnaires de Colombie (FARC) à la suite de ses reportages. Quatre autres journalistes ont reçu des menaces de mort, et ont été enjoints de quitter le pays d’ici un mois.

### Samedi19 mai 2001
- France, Mayotte : du 19 au 21 mai, visite officielle du président Jacques Chirac
- Algérie : Des émeutes reprennent en petite Kabylie.

### Dimanche20 mai 2001
- France, palmarès du 54e Festival de Cannes :
  - Palme d'or à la Chambre du fils de l'Italien Nanni Moretti.
  - Grand prix du Jury à la Pianiste de l'Autrichien Michael Haneke dont les deux acteurs principaux Isabelle Huppert et Benoît Magimel se voient décerner les prix d'interprétation féminine et masculine.

### Lundi21 mai 2001
- France, affaires : 
  - Trente députés de gauche signent une proposition de résolution, rédigée par Arnaud Montebourg, député-maire de Mâcon dans la Haute-Saône, et demandant la mise en accusation du Président de la République devant la Haute Cour. 58 signatures sont nécessaires pour la soumettre au vote.
  - Affaire des ventes d'armes à l'Angola : Le député européen RPF Jean-Charles Marchiani (ex-préfet de région) est mis en examen pour « recel d'abus de biens sociaux » et « trafic d'influence ».
- Algérie, à Tizi Ouzou : au moins cinq cent mille personnes se rassemblent dans une « marche noire ».
- Israël-Palestine : 
  - La commission internationale, présidée par l'ancien sénateur américain George Mitchell publie à New York son rapport dans lequel elle appelle à un « arrêt immédiat de la violence ».
  - Le gouvernement américain désigne William Joseph Burns, son ambassadeur en Jordanie, comme son émissaire spécial.
- Vatican : du 21 au 24 mai, réunion d'un consistoire extraordinaire au Vatican, réunissant 155 cardinaux sur un total de 183.

### Mardi22 mai 2001
- Iran : À l’approche de l’élection présidentielle de juin, le gouvernement iranien fait arrêter plusieurs journalistes étrangers et décide de la fermeture administrative de 400 cafés-Internet.

### Mercredi23 mai 2001
- Le parquet de Paris requiert la saisine de la Cour de justice de la République pour enquêter sur l'intervention du ministre socialiste des finances Dominique Strauss-Kahn dans le dossier fiscal du couturier Karl Lagerfeld.

### Jeudi24 mai 2001
- Macédoine : La nouvelle coalition gouvernementale incluant les partis albanais, est ébranlée par la révélation de l'existence d'un accord secret entre les partis de la nouvelle coalition et la guérilla albanaise du nord du pays.
  - L'armée lance une nouvelle offensive contre la guérilla albanaise du nord du pays.
- Pays basque : à Saint-Sébastien, assassinat de Santiago Oleaga, administrateur financier du journal El Diario Vasco.
- États-Unis : Jim Jeffords, sénateur du Vermont quitte la majorité républicaine. En devenant indépendant il fait basculer le Sénat du côté démocrate.
- Israël, à Jérusalem : L'écroulement accidentel d'un immeuble cause la mort de 24 personnes et en blesse 310 autres.

### Vendredi25 mai 2001
- Israël-Palestine : Attentat-suicide par deux kamikazes à Hadera au nord de Tel Aviv-Jaffa, revendiqué par le Djihad islamique.

### Samedi26 mai 2001
- (Montréal, province de Québec, Canada)

Fondation du Parti Vert du Québec; le leader et porte-parole se nomme Richard Savignac, militant écologiste de longue date
- Royaume-Uni, à Oldham dans la périphérie de Manchester, du 26 au 28 mai, de violents affrontements raciaux ont lieu entre des populations originaires du sous-continent indien et des blancs.
- Israël-Palestine : Dans la nuit du 26 au 27 mai, attentat à la voiture piégée à Jérusalem-Est : seulement des blessés.
- Opération Sardine: record de vitesse moyenne sur le plus long parcours existant sur ligne à grande vitesse.

### Dimanche27 mai 2001
- France : Au cours d'une tentative d'évasion manquée, par hélicoptère, du centre pénitentiaire de Fresnes, deux détenus dangereux, Ben Bouabdellah Mounir et Christophe Khider, blessent grièvement un gardien, en prennent trois autres en otages et déclenchent un début de mutinerie. La situation est reprise en main par les autorités le 28.
- Algérie : le président Abdelaziz Bouteflika réitère dans un discours, ses promesses du 30 avril concernant une prochaine révision constitutionnelle qui prendrait en compte la spécificité culturelle berbère. D'autre part il demande de sévères sanctions contre les instigateurs du mouvement.
- Israël-Palestine : Deuxième attentat à la voiture piégée à Jérusalem-Est : seulement des blessés. Cet attentat précède l'arrivée en Cisjordanie de l'émissaire américain William Burns. De nouveaux attentats ont lieu les jours suivants durant tout le temps de la visite.
- Au sud-ouest de l'archipel  des Philippines : Une vingtaine de personnes, dont trois touristes américains, sont enlevés par le groupe Abou Sayyaf au Dos Palmas Resort.

### Lundi28 mai 2001
- France : 
  - Dans le cadre de l'enquête sur le financement de la campagne européenne du RPF en 1999, l'ancien ministre de l'Intérieur Charles Pasqua est mis en examen pour « financement illégal de campagne électorale ».
  - Dans le cadre de l'affaire de la Française des Jeux, l'ancien PDG Gérard Colé comparaît en compagnie de treize autres prévenus.
- Liban : Visite d'État de deux jours à Paris du président Émile Lahoud.
- Union européenne : Le Premier ministre français Lionel Jospin, défend dans un discours, l'idée d'une « fédération d'État-nations » dotée d'une constitution, à l'encontre de la conception d'une Europe fédéraliste prônée par le chancelier allemand Gerhard Schröder.

### Mardi29 mai 2001
- France : 
  - À la suite des révélations du général Paul Aussaresses, le Conseil supérieur de l'Armée de terre française donne son aval à la mise à la retraite du général Aussaresses.
  - Révélation de l'accouchement, par une femme de 62 ans, le 14 mai dernier, d'un enfant de sexe masculin dans une clinique de Fréjus (Var), après qu'elle eut subi, aux États-Unis, un traitement illégal en France. L'affaire suscite un début de polémique.
  - Dans le cadre de l'affaire des ventes d'armes à l'Angola, l'ancien ministre de l'Intérieur Charles Pasqua est mis en examen pour « recel d'abus de biens sociaux » et « trafic d'influences ».
  - À la suite des menaces du PCF et de son secrétaire général Robert Hue, de ne pas voter le projet de modernisation sociale, le Premier ministre Lionel Jospin, décide de reporter le vote au 13 juin.

### Mercredi30 mai 2001
- France : 
  - L'Assemblée nationale adopte définitivement le projet de loi anti-sectes.
  - Dans le cadre de l'affaire Elf, le tribunal correctionnel de Paris condamne respectivement :
    - l'ancien ministre et président du Conseil Constitutionnel, Roland Dumas, à six mois de prison ferme,
    - l'ancien PDG de la société Elf, Loïk Le Floch-Prigent, à trois ans et demi de prison ferme,
    - l'ancien directeur général, Alfred Sirven, à quatre ans de prison ferme,
    - et l'ancienne égérie, Christine Deviers-Joncour, à dix-huit mois de prison ferme.
    - Ils décident de faire appel.

### Jeudi31 mai 2001
- Afrique du Sud : Visite officielle de deux jours du Premier ministre français Lionel Jospin.

## Naissances
- 4 mai : 
  - Ramiro Enrique, footballeur argentin
  - Nicolas Seiwald, footballeur autrichien
  - Vasílios Zagarítis, footballeur grec
- 7 mai : djedda Mohamed amine : algérien
- 9 mai : 
  - Mostafa Asal, joueur de squash
  - Aleksandre Kalandadze, footballeur géorgien
- 13 mai : Mees Hilgers, footballeur néerlandais
- 14 mai : Filippo Ranocchia, footballeur italien
- 18 mai : Kai Trewin, footballeur australien
- 20 mai : Jadsom, footballeur brésilien
- 21 mai : Abdellah Haimoud, footballeur marocain
- 23 mai : 
  - Albert Grønbæk, footballeur danois
  - Ozziel Herrera, footballeur mexicain
- 24 mai : Simon Holmström, joueur de hockey sur glace
- 25 mai : 
  - Marcel Lotka, footballeur polonais
  - Sturla Ottesen, footballeur norvégien
- 26 mai : 
  - Adrián Bernabé, footballeur espagnol
  - Alexander Prass, footballeur autrichien
  - Bart van Rooij, footballeur néerlandais
- 28 mai : Rikako Sasaki, chanteuse et idole japonaise
- 30 mai : Martina Cariddi, actrice espagnole
- 31 mai :
  - Taylor Booth, footballeur américain
  - Iga Świątek, joueuse de tennis polonaise

## Décès
- 5 mai : Boozoo Chavis, Musicien zydeco américain.
- 9 mai : Marie Cardinal, écrivain français.
- 11 mai : Douglas Adams, écrivain britannique.
- 12 mai : Alexeï Tupolev, ingénieur aéronautique russe.
- 13 mai : R.K. Narayan, écrivain indien (° 10 octobre 1906).
- 14 mai : Mauro Bolognini, réalisateur italien.
- 17 mai : Frank G. Slaughter, médecin et romancier américain (° 25 février 1908).
- 24 mai : Patricia Robertson, aspirante astronaute américaine (° 12 mars 1963).
- 26 mai : Dea Trier Mørch, artiste et écrivaine danoise (° 9 décembre 1941).
- 27 mai : Jean le Boulch, professeur d'éducation physique et médecin français (° 28 janvier 1924).
- 28 mai : Francisco Varela, philosophe et chercheur chilien (° 7 septembre 1946).